# Revolting Cocks
A Revolting Cocks egy indusztriális (ipari) zenét játszó együttes. 1985-ben alakultak meg. Első nagylemezüket 1986-ban adták ki. Az „ipari zene” mellett jelen vannak az alternatív rock műfajban is. A Revolting Cocks a Ministry és a Front 242 együttesek tagjaiból tevődik össze. Dalaikra nagyrészt a szex témája jellemző.

## Diszkográfia

### Stúdióalbumok
- Big Sexy Land (1986)
- Beers, Steers and Queers (1990)
- Linger Ficken' Good (1993) (szójáték a KFC híres "Finger Lickin' Good" szlogenjével)
- Cocked and Loaded (2006)
- Sex-O Olympic-O (2009)
- Got Cock? (2010) (szójáték a "Got Milk?" reklámszlogennel)